# Nguyễn Xuân Sơn (trung tướng)

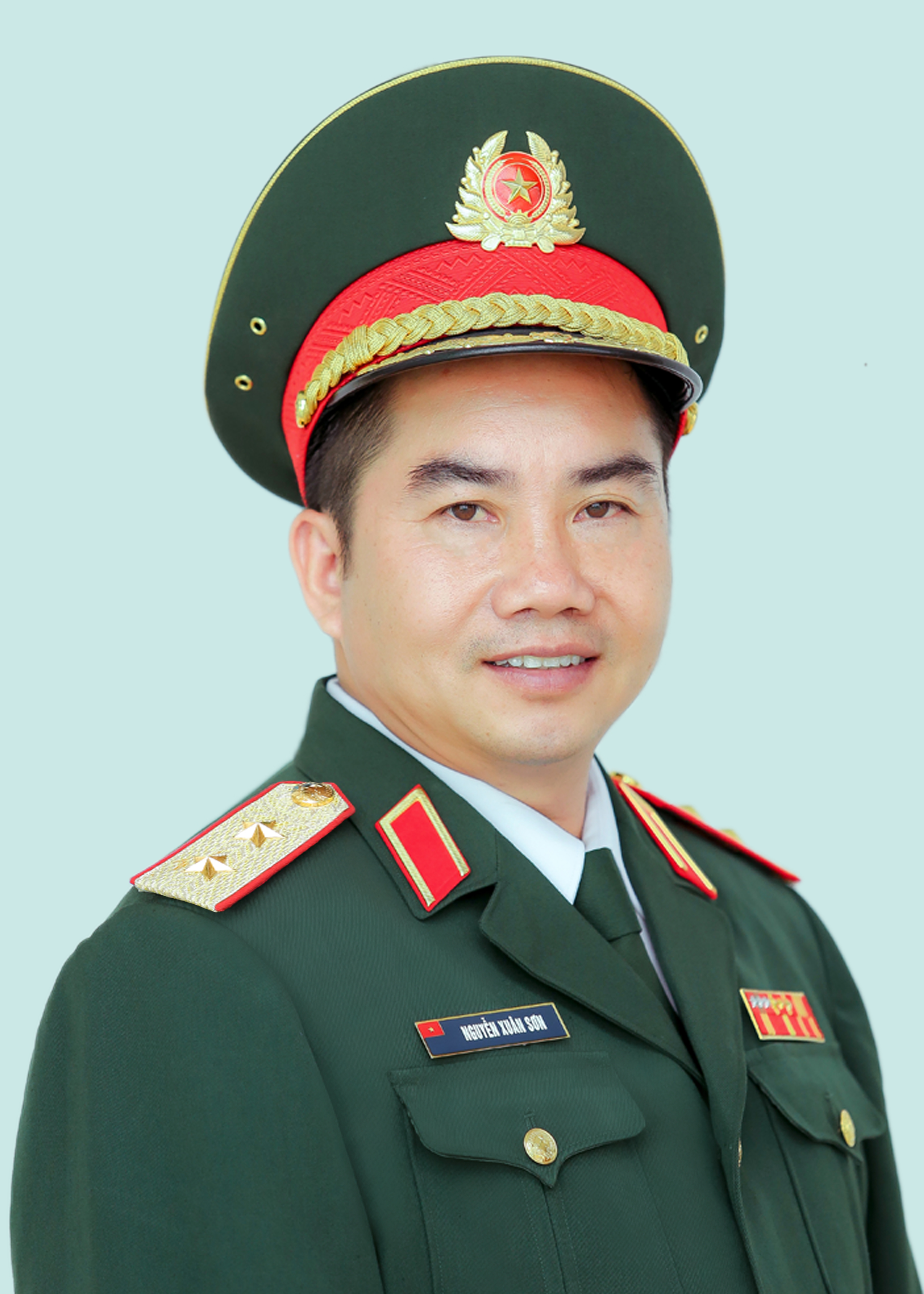

Nguyễn Xuân Sơn (sinh 1968) là một sĩ quan cấp cao trong Quân đội nhân dân Việt Nam, hàm Trung tướng, hiện đang giữ chức Bí thư Đảng ủy, Chính ủy Trường Sĩ quan Lục quân 2

## Thân thế binh nghiệp
Trước năm 2016, ông là Chính ủy Sư đoàn 9, Quân đoàn 4.
Năm 2016, ông được bổ nhiệm làm Phó Chủ nhiệm Chính trị Quân đoàn 4
Tháng 8 năm 2017, ông được bổ nhiệm giữ chức Chính ủy Quân đoàn 4
Tháng 2 năm 2018, ông được thăng quân hàm Thiếu tướng
Tháng 3 năm 2020, ông được bổ nhiệm giữ chức Chính ủy Trường Sĩ quan Lục quân 2
Thiếu tướng (2018), Trung tướng (2022)